# Lucien Acou
Lucien Acou, född den 28 mars 1921 i Vinkem, död den 15 februari 2016 i Jette, var en belgisk tävlingscyklist som var professionell från 1942 till 1956 och vars främsta meriter var två segrar i sexdagarslopp samt en tredjeplats i madison vid Europeiska vintermästerkapen – alla tre i par med Achiel Bruneel.
Efter karriären fungerade Acou i flera år som teknisk ledare inom det belgiska cykelförbundet.
Acou blev svärfar till Eddy Merckx då denne gifte sig med Acous dotter Caroline 1967. Han blev därigenom också morfar till Axel Merckx 1972.

## Meriter
| 1953/1954 3:a i madison med Achiel Bruneel 1944/1945 3:a i sprint 1954/1955 3:a i omnium 1949 6:a i Ronde van Limburg | 1948/1949 3:a i Bryssels sexdagars (nov.) med Robert Fruythof 1952/1953 Vinnare av Bryssels sexdagars (nov.) med Achiel Bruneel 2:a i Hannovers sexdagars (jan./feb.) med Arie van Vliet 1953/1954 2:a i Gents sexdagars (feb.) med Achiel Bruneel 3:a i Köpenhamns sexdagars (dec.) med Achiel Bruneel 1954/1955 Vinnare av Dortmunds sexdagars (okt./nov.) med Achiel Bruneel 1955/1956 2:a i Paris sexdagars (mar.) med Leon Van Daele och Arsène Rijckaert 1956/1957 3:a i Bryssels sexdagars (nov./dec.) med Rik Van Looy |